# Celastrus glaucophyllus
Celastrus glaucophyllus là một loài thực vật có hoa trong họ Dây gối. Loài này được Rehder & E.H.Wilson mô tả khoa học đầu tiên năm 1915.